# شايوت
الخِيَار الإفرنجي أو الكوسى الإفرنجي أو السِّكْيُوم أو الشَّيُّوت أو الشَّيُّوط أو الشايوت[بحاجة لمصدر] هو نبات مأكول ينتمي إلى الفصيلة القرعية. وهو متسلق، ومن الناحية العلمية نوع من الفاكهة ولكنه يؤكل مثل الخضار.
كان الشيوت أحد الأطعمة العديدة التي أدخلت إلى العالم القديم خلال التبادل الكولومبي. أيضًا خلال هذه الفترة، انتشر النبات من وسط أمريكا إلى أجزاء أخرى من الأمريكتين، مما أدى في النهاية إلى دمجه في مطبخ العديد من دول أمريكا اللاتينية الأخرى.